# Timpani
Timpani su glazbeni instrumenti iz grupe opnozvučnih udaraljki.